# Am Ettersberg
Am Ettersberg är en kommun i Landkreis Weimarer Land i förbundslandet Thüringen i Tyskland.
Kommunen bildades den 1 januari 2019 genom en sammanslagning av de tidigare kommunerna Berlstedt, Buttelstedt, Großobringen, Heichelheim, Kleinobringen, Krautheim, Ramsla, Sachsenhausen, Schwerstedt, Vippachedelhausen och Wohlsborn. Kommunen ingår i förvaltningsgemenskapen Am Ettersberg tillsammans med kommunerna Ballstedt, Ettersburg och  Neumark.